# Progomphus tibialis
Progomphus tibialis är en trollsländeart som beskrevs av Belle 1973. Progomphus tibialis ingår i släktet Progomphus och familjen flodtrollsländor. Inga underarter finns listade i Catalogue of Life.